# Resolutie 2120 Veiligheidsraad Verenigde Naties
Resolutie 2120 van de Veiligheidsraad van de Verenigde Naties werd unaniem door de VN-Veiligheidsraad aangenomen op 10 oktober 2013. De resolutie verlengde de toestemming voor de ISAF-macht van de NAVO in Afghanistan tot eind 2014.
Dit was de laatste keer dat ISAF werd verlengd. Eind december 2014 werd de missie vervangen door Operatie Resolute Support, en kregen Afghanistans eigen veiligheidsdiensten een grotere rol toebedeeld.

## Achtergrond
In 1979 werd Afghanistan bezet door de Sovjet-Unie, die vervolgens werd bestreden door Afghaanse krijgsheren. Toen de Sovjets zich in 1988 terugtrokken raakten die slaags met elkaar. In het begin van de jaren 1990 kwamen ook de Taliban op. In september 1996 namen die de hoofdstad Kabul in. Tegen het einde van het decennium hadden de Taliban het grootste deel van het land onder controle en riepen ze een streng islamitische staat uit.
In 2001 verklaarden de Verenigde Staten met bondgenoten hen de oorlog en moesten ze zich terugtrekken, waarna een interim-regering werd opgericht. Die stond onder leiding van Hamid Karzai, die in 2004 tot president werd verkozen.
In 2011 was op de Afghanistan-conferentie in Bonn overeengekomen dat in 2015 een tienjarige overgangsperiode zou aanvangen waarin Afghanistan zou worden omgevormd tot een functionele staat. De Afghaanse overheid en de ISAF-landen waren overeengekomen dat het land tegen eind 2014 zelf verantwoordelijk zou zijn voor de veiligheid.

## Inhoud

### Waarnemingen
De Taliban, Al Qaida en andere groeperingen bleven Afghanistan onveilig maken. De bestrijding van drugshandel bleef een prioriteit. Ook werden de vele aanvallen, aanslagen, moorden, ontvoeringen en het gebruik van burgers als menselijk schild veroordeeld. Het aantal burgerslachtoffers in het land bleef hoog. Ook werd opgemerkt dat steeds meer taliban het terrorisme afzweren, zich verzoenen met de overheid en een vreedzame oplossing van het conflict onderschrijven.

### Handelingen
De toestemming voor de ISAF-macht werd verlengd tot 31 december 2014. Intussen werd gewerkt aan het opbouwen van Afghaanse veiligheidsdiensten die op termijn in staat moesten zijn voor vrede, veiligheid en stabiliteit te zorgen.

## Verwante resolutie
- Resolutie 2189 verwelkomde NAVO-operatie Resolute Support.

Lijst ·  2086 ·  2087 ·  2088 ·  2089 ·  2090 ·  2091 ·  2092 ·  2093 ·  2094 ·  2095 ·  2096 ·  2097 ·  2098 ·  2099 ·  2100 ·  2101 ·  2102 ·  2103 ·  2104 ·  2105 ·  2106 ·  2107 ·  2108 ·  2109 ·  2110 ·  2111 ·  2112 ·  2113 ·  2114 ·  2115 ·  2116 ·  2117 ·  2118 ·  2119 ·  2120 ·  2121 ·  2122 ·  2123 ·  2124 ·  2125 ·  2126 ·  2127 ·  2128 ·  2129 ·  2130 ·  2131 ·  2132